# Hurrikan Karl (1980)
Hurrikan Karl war ein ungewöhnlicher tropischer Wirbelsturm, der sich als elfter benannter Sturm fast am Ende der Atlantischen Hurrikansaison 1980 bildete und knapp die Kategorie 1 der Saffir-Simpson-Hurrikan-Windskala erreichte. Karl entwickelte sich im Zentrum eines anderen, größeren außertropischen Sturmes über dem nördlichen Atlantischen Ozean. Karl wurde am 25. November als subtropischer Sturm klassifiziert, wurde dann jedoch unabhängiger von dem Muttersturm und intensivierte sich zu einem vollentwickelten Hurrikan. Seine größte Intensität erreichte Karl am 26. November. Zwei Tage später löste sich Karl auf, als der Sturm mit einem anderen System verschmolz.
Karl hält den Rekord für die nördlichste Bildung eines im November im Atlantik entstandenen tropischen oder subtropischen Wirbelsturmes. Auch seine Intensivierung zu einem Hurrikan erfolgte auf einem ungewöhnlichen Breitengrad, und er trug zu einem der aktivsten November seit Beginn der verlässlichen Beobachtung tropischer Wirbelstürme bei. Da Hurrikan Karl über offenem Wasser blieb und keine Auswirkungen auf Land hatte, wurde der Name nicht von der Liste der Namen tropischer Wirbelstürme gestrichen.

## Sturmverlauf

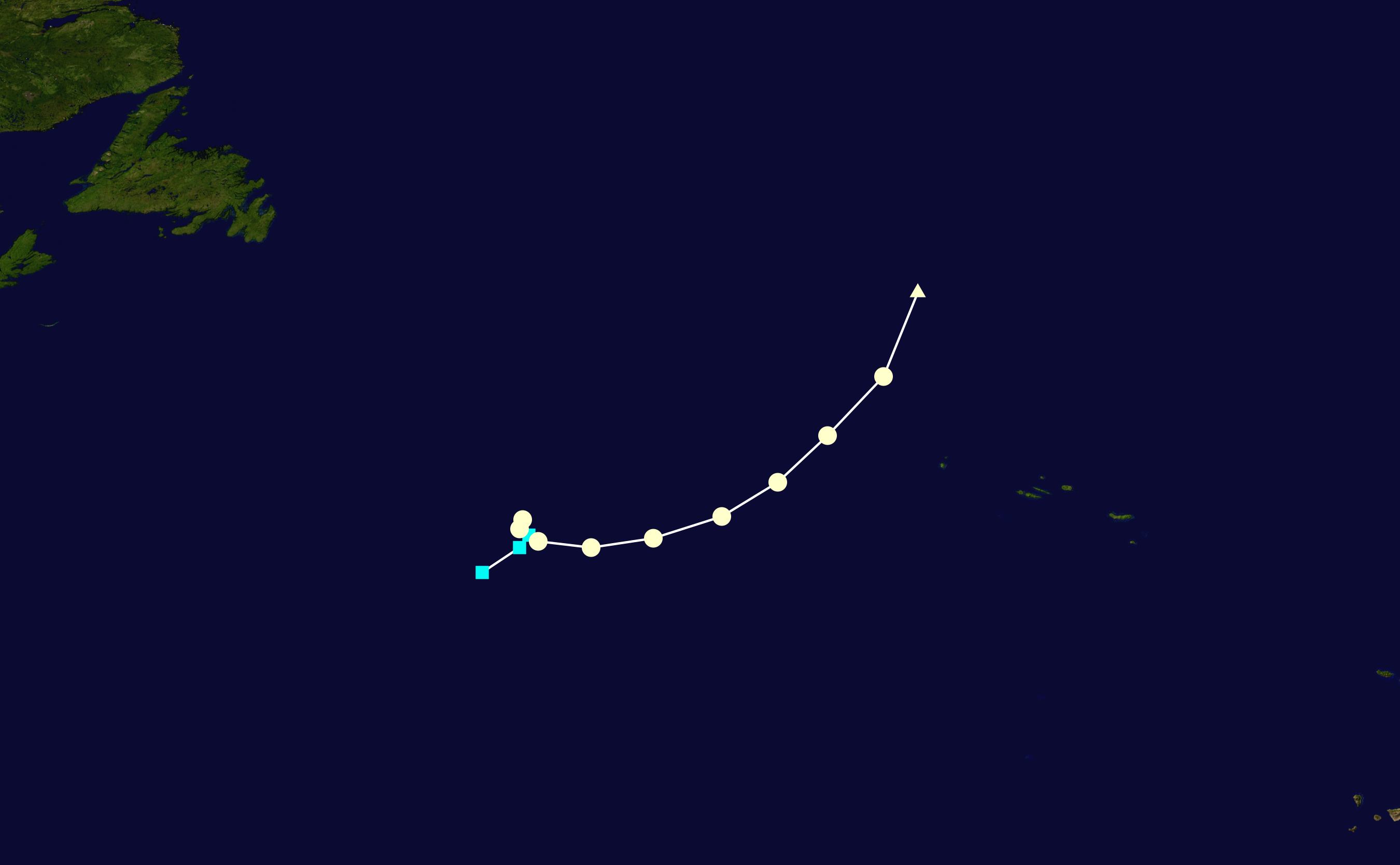
Zugbahn

Hurrikan Karl entstand aus einem Tiefdruckgebiet, das sich entlang einer Wetterfront in der Nähe des Südostens der Vereinigten Staaten befand. Das System näherte sich den kanadischen Seeprovinzen am folgenden Tag und intensivierte sich dabei zu einem Luftdruck von unter 1000 Millibar (hPa). Am 24. November befand sich dieser ausgedehnte Wirbel südlich von Neufundland. In der Frühe des 25. November bildete sich im Kern Konvektion. Diese entwickelte sich in einen eigenständigen Vortex und aufgrund des Fehlens von behindernder Windscherung entstand ein kleines tropisches System. Das System wurde um 0:00 Uhr UTC zu einem subtropischen Sturm erklärt, bevor es eine enge Schleife gegen den Uhrzeigersinn ausführte, wobei es innerhalb des größeren Zyklons rotierte. Etwa 18 Stunden später hatte der Sturm sich soweit intensiviert und ausreichend tropische Eigenschaften entwickelt, um als Hurrikan eingestuft zu werden; dies wurde durch die Bildung eines Auges begleitet. Zu diesem Zeitpunkt befand sich das Zentrum rund 1120 km südsüdwestlich der Azoren. Obwohl die Entstehung eines tropischen Wirbelsturmes innerhalb eines außertropischen Sturmes selten ist, so ist sie kein Einzelfall. Ein unbenannter Hurrikan der atlantischen Hurrikansaison 1991 bildete sich im November 1991 ebenfalls auf diese Weise.
Nachdem Karl seinen Namen erhielt, intensivierte sich der Hurrikan stetig und seine Zirkulation setzte sich deutlicher von der Umgebungsbewölkung ab. Ein Trog, der sich von Nordamerika löste, zwang den Hurrikan ostwärts, und am 26. November erreichte Hurrikan Karl mit andauernden einminütigen Windgeschwindigkeiten von 140 km/h und einem zentralen Luftdruck von 985 mbar (hPa) seine größte Intensität. Karl behielt diese Stärke für ungefähr 18 Stunden bei, bevor der Hurrikan nach Nordosten hin beschleunigte und seine Intensität leicht zurückging. Am 27. November wurde das Auge des Sturmes etwas fransiger. Im Tagesverlauf passierte der Zyklon in einem Abstand von 370 km die Azoren und zeigte Auflösungserscheinungen. Der Trog über dem Nordatlantik entwickelte sich zum dominierenden Tiefdruckgebiet und Karl drehte an dessen Rand nach Norden. Der sich auflösende Sturm verband sich mit einem anderen sich annähernden System und wurde am 28. November für aufgelöst erklärt.

## Wetterrekorde und Auswirkungen

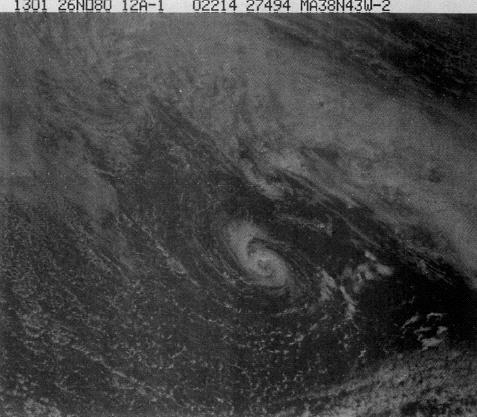
Der Hurrikan am 26. November

Hurrikan Karl war in verschiedener Hinsicht ungewöhnlich. Er entwickelte sich spät in der Hurrikansaison und über kälterem Wasser, als das übliche Limit für die Bildung tropischer Wirbelstürme gilt. Er setzte die neue Marke für den am weitesten im Norden entstandenen tropischen oder subtropischen Novembersturm. Zwar hatte sich der unbenannte Hurrikan von 1991 weiter im Norden gebildet, doch dieser wurde am 31. Oktober subtropisch und befand sich am 1. November bereits weiter südlich. Karl erreichte den Hurrikan-Status weiter nördlich als alle anderen Stürme, bis sich 1991 der bereits erwähnte unbenannte Hurrikan entwickelte; 2001 erreichte dann auch Hurrikan Noel Hurrikanstatus weiter nördlich als Karl. Karl war zum damaligen Zeitpunkt auch der östlichste Hurrikan, der in der letzten Dekade eines Novembers existierte. Schließlich behielt Karl Hurrikanstärke bis zum 45. Grad nördlicher Breite, bevor Karl außertropisch wurde. Bis heute war nur Hurrikan Lois während der Atlantischen Hurrikansaison1966 noch weiter nördlich als Hurrikan eingestuft.
Als Karl am 25. November sich zu einem Hurrikan entwickelte, stellte die Saison 1980 die bis dahin geltenden Rekorde der Hurrikansaisons 1932 und 1969 hinsichtlich der Zahl der meisten Novemberhurrikane ein; später gesellte sich noch die Saison 1994 in diese Gruppe, bevor die Saison 2001 mit drei Hurrikanen im November diesen Wetterrekord brach. Trotz seiner Ungewöhnlichkeit schaffte es Hurrikan Karl jedoch nicht, sich stärker zu intensivieren und hatte keine Auswirkungen auf Land, weswegen keine Opfer oder Sachschäden gemeldet wurden. Ein Schiff nordwestlich des Zentrums von Hurrikan Karl meldete Windgeschwindigkeiten von 55 km/h und einen Luftdruck von 993 mbar (hPa). Aufgrund fehlender Auswirkungen wurde der Name Karl nicht von der Namensliste gestrichen, sondern 1998 und 2004 erneut für einen Hurrikan verwendet. Der Name ist auch auf der Liste für die Atlantische Hurrikansaison 2010.

## Belege
1. 1 2 3 4 5 6 7 8  Miles B. Lawrence: Hurricane Karl Preliminary Report. (GIF) National Hurricane Center, abgerufen am 28. März 2010 (englisch).
2. 1 2  Gilbert B. Clark: Tropical Cyclone Discussion Hurricane Karl. (JPG) National Hurricane Center, 25. November 1980, abgerufen am 29. März 2010 (englisch).
3. 1 2 3 4 5 6 7  Hurricane Specialists Unit: Easy to Read HURDAT 1851–2008. National Hurricane Center, 2009, abgerufen am 4. April 2010 (englisch).
4. ↑  Richard Pasch und Lixion Avila: Atlantic Hurricane Season of 1991. (PDF; 1,6 MB) National Oceanic and Atmospheric Administration, 26. März 1992, abgerufen am 4. April 2010 (englisch).
5. ↑  Gilbert B. Clark: Tropical Cyclone Discussion Hurricane Karl. (JPG) National Hurricane Center, 27. November 1980, abgerufen am 4. April 2010 (englisch).
6. ↑  Henry F. Diaz und Vera Markgraf: El Niño and the southern oscillation: multiscale variability and global and regional impacts. Cambridge University Press, 2000, ISBN 0-521-62138-0, S. 151 (englisch, google.com [abgerufen am 4. April 2010]).
7. ↑  Lixion Avila et al.: Monthly Tropical Weather Summary. National Hurricane Center, 30. November 2001, abgerufen am 4. April 2010 (englisch).